# 石台郡
石台郡，中国南北朝时设置的郡。
北周置石台郡，治所在石台县（今河南汝州市西四十里石台村），隶属于和州。下辖石台县、梁县、汝源县三县。隋文帝开皇三年（583年）废石台郡，属县直属伊州。